# 2e division d'infanterie (Empire allemand)
Pour les articles homonymes, voir 2e division.
La 2e division d'infanterie est une unité de l'armée allemande qui participe aux guerres des duchés et austro-prussienne. Plus tard elle combat lors de la guerre franco-allemande de 1870, puis lors de la Première Guerre mondiale. Au cours de ce conflit, la 2e division d'infanterie forme avec la 1re division d'infanterie le 1er corps d'armée rattaché à la 8e armée allemande et participe aux combats sur le front de l'est. Elle est engagée dans la bataille de Tannenberg, puis dans la première et seconde bataille des lacs de Mazurie. Au cours de l'année 1917, la division est une première fois transférée sur le front ouest au cours du printemps où elle combat dans les Flandres avant d'être définitivement présente sur le front ouest à partir du mois de novembre. Lors de l'année 1918, la division occupe plusieurs secteurs du front sans participer aux offensives du printemps après cette période elle participe aux différents combats défensifs jusqu'à la signature de l'armistice. La division est rapatriée en Allemagne et dissoute au cours de l'année 1919.

## Guerre austro-prussienne de 1866

### Composition
- 3e brigade d'infanterie : Generalmajor August Malotki von Trzebiatowski (de)

4e régiment de grenadiers: Oberst Franz Karl von Werder
44e régiment d'infanterie : Oberstleutnant Ludwig von La Chevallerie (de)
- 4e brigade d'infanterie (de) : Generalmajor Baron Gustav von Buddenbrock

5e régiment de grenadiers : Oberst Albert von Memerty (de)
45e régiment d'infanterie : Oberst Robert von Boswell (de)
1er régiment de hussards : Oberst Karl von Kehler
1er bataillon de chasseurs à pied
- 2e brigade de cavalerie : Oberst Adalbert von Bredow

3e régiment de cuirassiers : Oberst Siegmar zu Dohna-Schlobitten
8e régiment d'uhlans : Oberst Karl von Below (de)
12e régiment d'uhlans (de) : Oberstleutnant Alfred von Kehler

## Guerre franco-allemande de 1870

### Composition
- 3e brigade d'infanterie

4e régiment de grenadiers
44e régiment d'infanterie
- 4e brigade d'infanterie

5e régiment de grenadiers
45e régiment d'infanterie
- 10e régiment de dragons

### Historique
Au cours de la guerre franco-allemande de 1870, la 2e division d'infanterie est engagée dans les batailles de Noisseville, de Saint-Privat et participe au siège de Metz. Après la chute de Metz, la division est envoyée dans la Somme et combat les troupes françaises à Villers-Bretonneux, à Hallue et à Saint-Quentin.

## Première Guerre mondiale

### Composition

#### Temps de paix, début 1914
- 3e brigade d'infanterie (de) (Rastenbourg)

4e régiment de grenadiers (Rastenbourg)
44e régiment d'infanterie (Gołdap)
- 4e brigade d'infanterie (de) (Gumbinnen)

33e régiment de fusiliers (Gumbinnen)
45e régiment d'infanterie (Insterbourg), (Darkehmen)
- 2e brigade de cavalerie (Gumbinnen)

12e régiment d'uhlans (de) (Insterbourg)
9e régiment de chasseurs à cheval (de) (Insterbourg)
- 43e brigade de cavalerie (de) (Gumbinnen)

8e régiment d'uhlans (Gumbinnen)
10e régiment de chasseurs à cheval (de) (Angerbourg), (Goldap)
- 2e brigade d'artillerie de campagne (de) (Insterbourg)

1er régiment d'artillerie de campagne (Gumbinnen), (Insterbourg)
37e régiment d'artillerie de campagne (Insterbourg)

#### Composition à la mobilisation - 1915
- 3e brigade d'infanterie

4e régiment de grenadiers
44e régiment d'infanterie
- 4e brigade d'infanterie

33e régiment de fusiliers
45e régiment d'infanterie
- 2e brigade d'artillerie de campagne

1er régiment d'artillerie de campagne
37e régiment d'artillerie de campagne
- 10e régiment de chasseurs à cheval
- 2e et 3e compagnie du 1er bataillon de pionniers

#### 1916
- 3e brigade d'infanterie

4e régiment de grenadiers
33e régiment de fusiliers
44e régiment d'infanterie
3e régiment de Landwehr
- 2e brigade d'artillerie de campagne

1er régiment d'artillerie de campagne
37e régiment d'artillerie de campagne
- 10e régiment de chasseurs à cheval

#### 1917
- 3e brigade d'infanterie

4e régiment de grenadiers
33e régiment de fusiliers
44e régiment d'infanterie
- 2e commandement d'artillerie divisionnaire

1er régiment d'artillerie de campagne
- 2 escadrons du 10e régiment de chasseurs à cheval
- 1er bataillon de pionniers

#### 1918
- 3e brigade d'infanterie

4e régiment de grenadiers
33e régiment de fusiliers
44e régiment d'infanterie
- 2e commandement d'artillerie divisionnaire

1er régiment d'artillerie de campagne
4e bataillon du 6e régiment d'artillerie à pied de réserve
- 2 escadrons du 10e régiment de chasseurs à cheval
- 1er bataillon de pionniers

### Historique
Au déclenchement de la Première Guerre mondiale, la 2e division forme avec la 1re division d'infanterie le Ier corps d'armée rattaché à la VIIIe armée allemande.

#### 1914
- 31 juillet - 7 août : concentration et actions de couverture face à la frontière russe.
- 10 - 16 août : combats locaux à Stallupönen, Kallweitschen et Mierunsken.

14 août : combat à Kowahlen.
16 août : combat à Kybartai.
- 17 août : engagée dans la bataille de Stallupönen en soutien de la 1re division d'infanterie.
- 18 - 20 août : à partir du 19 août, engagée dans la Bataille de Gumbinnen.
- 21 - 31 août : déplacement par V.F., la division est ensuite engagée dans la bataille de Tannenberg.
- 1er - 15 septembre : exploitation de la bataille, puis engagée à partir du 7 septembre dans la bataille des lacs de Mazurie.
- 16 - 30 septembre : combat dans la région de Kopciowo, puis à partir du 25 septembre le long du Niémen.
- 1er octobre - 5 novembre : occupation d'un secteur dans la région de Grajewo et de Wiżajny.
- 6 - 8 novembre : engagée dans la bataille de Göritten.
- 9 novembre 1914 - 7 février 1915 : occupation d'un secteur dans la région de Lötzen sur l'Angrapa.

#### 1915
- 7 - 22 février : engagée dans la seconde bataille des lacs de Mazurie.
- 23 février - 6 mars : combats le long de la Biebrza.
- 7 mars - 12 juillet : occupation d'un secteur dans la région de Orzye et le long de la Szkwa. En avril, le 45e régiment d'infanterie est transféré à la 101e division d'infanterie nouvellement formée[2].
- 13 - 17 juillet : combats autour de Przasnysz.
- 17 - 22 juillet : poursuite des troupes russes vers le Narew.
- 23 juillet - 3 août : combat pour le franchissement du Narew.

22 - 27 juillet : la division atteint Ostrolenka.
3 août : prise de Ostrolenka.
- 4 - 7 août : combat le long de l'Orz.
- 8 - 10 août : engagée dans la bataille d'Ostrov.
- 11 - 12 août : engagée dans la bataille de Tschishew-Sambrow.
- 13 - 18 août : poursuite des troupes russes sur le Narew supérieur et sur le Nurzec.
- 18 - 23 août : combats sur une ligne de front passant par Suraż, Ugowo, Baciuty et Waniewo.
- 24 - 28 août : poursuite des troupes russes vers Swislocz et vers Naumka-Werecia. Le 28 août, prise de Białystok.
- 28 août - 8 septembre : bataille pour le franchissement du Niémen.
- 9 - 27 septembre : engagée dans la bataille de Vilnius.
- 28 septembre - 1er novembre : engagée dans la bataille de Dünaburg.
- 2 novembre - 31 décembre 1915 : occupation d'un secteur dans la région de Dünaburg.

#### 1916 - 1917
- 1er janvier 1916 - 5 janvier 1917 : occupation d'un secteur dans la région de Dünaburg.
- 5 janvier - 3 février : combats le long de la Lielupe.
- 3 - 12 février : retrait du front, concentration à Mitau. À partir du 8 février, transfert par V.F. vers le front de l'ouest en passant par Chavli, Kovno, Insterburg, Königsberg, Stettin, Hambourg, Münster, Aix-la-Chapelle, Liège, Louvain, Bruxelles et Audenarde[3].
- 13 février - 26 mars : repos et instruction dans la région de Audenarde ; en réserve de l'OHL[n 1].
- 27 mars - 10 juin : occupation d'un secteur dans la région de Wytschaete. Engagée dans la bataille de Messines à partir du 7 juin[n 2].
- 10 juin - 6 juillet : retrait du front, repos dans la région de Audenarde ; puis transfert sur le front est à la fin du mois de juin.
- 7 juillet - 12 novembre : occupation d'un secteur dans la région de Dünaburg.
- 12 novembre - 28 novembre : retrait du front ; à partir du 25 novembre, transport par V.F. vers le front de l'ouest en passant par Insterburg, Thorn, Posen, Francfort-sur-l'Oder, Berlin, Paderborn, Krefeld, Aix-la-Chapelle, Liège, Namur et Vouziers[4].
- 29 novembre 1917 - 2 avril 1918 : occupation d'un secteur du front en Champagne dans la région de Souain, Sommepy.

27 décembre : relève de la 1re division d'infanterie bavaroise.

#### 1918
- 2 - 9 avril : retrait du front, relevée par la 87e division d'infanterie[4] ; instruction dans la région de Semide.
- 10 avril : mouvement par V.F. au départ de Machault, passant par Rethel, Liart, Marle pour atteindre La Ferté-Chevresis[4].
- 11 -30 avril : mouvement par étapes, le 11 avril à Saint-Simon, puis Ham, Solente et Laboissière-en-Santerre où la division reste stationnée.
- 1er mai - 31 août : relève de la 51e division de réserve[4] dans la région de Montcel[n 3].
- 1er - 15 septembre : retrait du front puis occupation d'un secteur dans la région de Essigny-le-Grand, la division est ensuite relevée par l'extension des secteurs des divisions voisines.
- 16 septembre - 10 octobre : repos ; à partir du 20 septembre, la division est en ligne dans la région de Bellenglise.
- 11 octobre - 4 novembre : après un bref repos, la division combat sur la position Hermann.

24 octobre : relève de la 19e division de réserve à l'est de Ribemont. Après la signature de l'armistice, la division est rapatriée en Allemagne où elle est dissoute au cours de l'année 1919.

## Chefs de corps
| Grade                        | Nom                                               | Date                               |
| ---------------------------- | ------------------------------------------------- | ---------------------------------- |
| Generalmajor                 | Andreas Georg Friedrich von Katzler               | 5 septembre 1819 - 3 avril 1820    |
| Generalleutnant              | Karl Friedrich von Holtzendorff                   | 3 avril 1820 - 18 juin 1825        |
| Generalleutnant              | Constantin von Lossau                             | 18 juin 1825 - 29 mars 1831        |
| Generalleutnant              | Friedrich August von Rummel (de)                  | 30 mars 1831 - 29 mars 1837        |
| Generalleutnant              | Karl von Schmidt (de)                             | 30 mars 1837 - 30 mars 1838        |
| Generalmajor/Generalleutnant | Friedrich Wilhelm Karl von Grabow                 | 30 mars 1838 - 14 septembre 1849   |
| Generalleutnant              | Emil von Webern (de)                              | 15 - 21 septembre 1849             |
| Generalleutnant              | Georg von Stülpnagel                              | 22 septembre 1849 - 5 avril 1854   |
| Generalleutnant              | Bernhard von Plehwe (de)                          | 6 avril 1854 - 11 mai 1855         |
| Generalleutnant              | Karl von Kropff                                   | 12 mai 1855 - 18 février 1857      |
| Generalmajor/Generalleutnant | Eduard von Brauchitsch (de)                       | 19 février 1857 - 30 juin 1860     |
| Generalleutnant              | Albert von Baczko (de)                            | 1er juillet 1860 - 28 janvier 1863 |
| Generalleutnant              | Alexander von Vietinghoff genannt von Scheel (de) | 29 janvier 1863 - 24 juin 1864     |
| Generalleutnant              | Gustav von der Goltz (de)                         | 25 juin 1864 - 3 janvier 1866      |
| Generalleutnant              | Friedrich von Clausewitz                          | 4 janvier 1866 - 29 octobre 1866   |
| Generalmajor/Generalleutnant | Louis von Hanenfeldt (de)                         | 30 octobre 1866 - 21 avril 1868    |
| Generalleutnant              | Julius von Hartmann (de)                          | 22 avril 1868 - 17 juillet 1870    |
| Generalleutnant              | Gustav von Pritzelwitz                            | 18 juillet 1870 - 22 mai 1871      |
| Generalleutnant              | Udo von Tresckow                                  | 23 mai 1871 - 11 mai 1875          |
| Generalleutnant              | Otto von Bernhardi (de)                           | 12 mai 1875 - 11 avril 1879        |
| Generalleutnant              | Emil von Conrady                                  | 12 avril 1879 - 14 avril 1884      |
| Generalleutnant              | Rudolf von Kroseck (de)                           | 15 avril 1884 - 17 avril 1885      |
| Generalleutnant              | Hugo von Strempel (de)                            | 18 avril 1885 - 6 juillet 1888     |
| Generalleutnant              | Wilhelm von Dresow (de)                           | 7 juillet 1888 - 23 mars 1890      |
| Generalleutnant              | Gustav John von Freyend (de)                      | 24 mars 1890 - 27 juillet 1892     |
| Generalleutnant              | Eduard von Alberti                                | 28 juillet 1892 - 13 mai 1894      |
| Generalleutnant              | Arnold von Langenbeck                             | 14 mai 1894 - 1er avril 1897       |
| Generalleutnant              | Karl von Stünzner (de)                            | 2 avril 1897 - 16 avril 1899       |
| Generalleutnant              | Georg von Alten (de)                              | 17 octobre 1899 - 17 décembre 1901 |
| Generalleutnant              | Arthur von Brietzke (de)                          | 18 décembre 1901 - 17 avril 1903   |
| Generalleutnant              | Otto von Lüdinghausen                             | 18 avril 1903 - 19 mars 1906       |
| Generalleutnant              | Oskar von Reichenbach (de)                        | 20 mars 1906 - 4 mars 1908         |
| Generalleutnant              | Konrad von Katzler                                | 5 mars - 17 juin 1908              |
| Generalleutnant              | Otto von Hügel (de)                               | 18 juin 1908 - 1er avril 1912      |
| Generalleutnant              | Otto von Below                                    | 2 avril 1912 - 31 juillet 1914     |
| Generalleutnant              | Adalbert von Falk                                 | 31 juillet 1914 - 1er juin 1916    |
| Generalleutnant              | Rudolf Reiser                                     | 2 juin 1916 - 17 juin 1918         |
| Generalmajor                 | Wilhelm von Dommes                                | 18 juin 1918 - mai 1919            |